# Bart Berman
Bart Berman ברט ברמן (Rotterdam, 29 dicembre 1938) è un pianista e compositore olandese naturalizzato israeliano.
È conosciuto soprattutto come interprete di Franz Schubert e di musica contemporanea.
Ha studiato pianoforte con Jaap Spaanderman al Conservatorio di Amsterdam ed ha completato i suoi studi di pianoforte con Theo Bruins e una masterclass di Alfred Brendel.
Come solista, Bart Berman ha ottenuto il Premio d'Eccellenza nei Paesi Bassi, il Primo Premio al Concorso Gaudeamus per interpreti di musica contemporanea, il Premio degli Amici del Concertgebouw di Amsterdam e quattro primi premi partecipando a concorsi per giovani solisti. In occasione dei suoi concerti ha collaborato con i compositori Luciano Berio, Pierre Boulez e György Ligeti. Dà concerti in Israele, Europa e negli Stati Uniti, come solista ed in numerose formazioni di musica da camera.
Bart Berman ha studiato composizione con Bertus van Lier al Conservatorio di Amsterdam e con Wouter van den Berg. Ha composto molte opere originali, cadenze per tutti i concerti pianistici di Haydn, Mozart e Beethoven e delle seconde parti pianistiche per composizioni originali di Muzio Clementi e Daniel Steibelt. I più noti sono i suoi completamenti delle sonate incompiute per pianoforte di Schubert e de L'arte della fuga di Johann Sebastian Bach.